# Heinz Liepman
Heinz Liepman (eigentl. Liepmann; Pseudonym: Jens C. Nielsen; * 27. August 1905 in Osnabrück; † 6. Juni 1966 in Agarone, Tessin Schweiz) war ein deutscher Schriftsteller, Dramaturg, Literaturagent und Antifaschist.

## Herkunft, Kindheit und Jugend
Max Heinz Liepmann war Sohn des jüdischen Kaufmannsgehilfen Salomon Liepmann (1878–1917) und der Hermine Liepmann, geb. Holländer (1871–1918). Die Familie siedelte von Osnabrück nach Hamburg über. Der Vater war Soldat im Ersten Weltkrieg und starb 1917 nach einer Verwundung in der Schlacht von Arras.
Nach dem Tod der Mutter im Februar 1918 wurde seine zwei Jahre ältere Schwester Else bei Verwandten in Osnabrück untergebracht. Heinz Liepmann kam zu seinem Onkel Max Holländer nach Bielefeld und besuchte dort die Oberrealschule. 1921 floh er vor seinem Onkel zunächst nach Lindau und arbeitete in einer Gärtnerei. Noch im selben Jahr reiste er erstmals in die USA. 1922 kehrte er nach Deutschland zurück und besuchte an der Frankfurter Universität Vorlesungen in Medizin, Psychologie und Philosophie. Als 19-Jähriger erhielt er eine Anstellung als Redaktionsvolontär bei der Frankfurter Zeitung und war als Regie- und Dramaturgieassistent an den Städtischen Bühnen in Frankfurt tätig.

## Leben und Wirken vor dem Zweiten Weltkrieg
Zeit seines Lebens blieb Heinz Liepmann dem Theater verbunden. Ab 1927 war Liepmann als Dramaturg bei den Hamburger Kammerspielen angestellt, möglicherweise war er dort schon seit 1925 als Hilfsdramaturg beschäftigt. Unter der Leitung von Erich Ziegel, der das Theater 1918 gegründet hatte, entwickelten sich die Hamburger Kammerspiele mit ihrer literarisch ambitionierten Bühne für junge Autoren zu einem der bedeutendsten deutschsprachigen Theater der 1920er Jahre. Autoren wie Bertolt Brecht, Frank Wedekind, Georg Kaiser oder George Bernard Shaw standen auf dem Spielplan. Für viele junge Schauspieler wie Gustaf Gründgens oder Axel von Ambesser waren die Kammerspiele das Sprungbrett ihrer Karriere. Als Ziegel 1928 beim Deutschen Schauspielhaus, welches er von 1926 bis 1928 zusätzlich leitete, ausschied, endete auch Liepmanns Engagement dort.
Bis heute ist die tatsächliche Anzahl der Stücke Liepmanns nicht abschließend geklärt. Das Schauspiel Der Tod des Kaisers Wang-Ho (1926) soll als Manuskript existiert haben, ist aber vermutlich verschollen; Liepmann verwendete den Stoff für eine Kurzgeschichte gleichen Titels, die er 1927 in Die Propyläen publizierte. Die Kammer ist schuld daran (1927) ist vermutlich ein Arbeitstitel für das 1933 unter dem Pseudonym Jens C. Nielsen publizierte und am Deutschen Künstlertheater Berlin am 29. Mai 1933 uraufgeführte Stück Drei Apfelbäume. Der Diener ohne Gott ist als Bühnenmanuskript nachgewiesen, nicht aber eine Aufführung. Columbus (1931) wurde am 23. Februar 1932 vom Deutschen Schauspielhaus Hamburg uraufgeführt.
Liepmanns Engagement für ein modernes Theater spiegelte sich in seinen, Hans Henny Jahnns und Justin Steinfelds Protestaktionen auf dem 4. Internationalen Theaterkongress in Hamburg 1930, über den er in der Weltbühne berichtete, wider.
Seine Tätigkeit am Theater begleitete Liepmann mit zahlreichen Beiträgen für die Publikationsorgane der Kammerspiele (Der Freihafen, 1926–1928), und des Deutschen Schauspielhauses (Die Rampe, 1925–1932), denen er somit auch nach seinem Ausscheiden noch verbunden blieb. Schauspieler- und Autorenportraits stehen hier neben Rezensionen, Kurzgeschichten und Auszügen aus seinen Romanen.
Im Juni 1929 erschien im Wiener Phaidon Verlag (später Phaidon Press) Liepmanns erster Roman unter dem Titel Nächte eines alten Kindes. Das Erstlingswerk behandelt die Geschichte des Erwachsenwerdens eines Kriegswaisen. Liepmann galt durch die Werbung des Verlags von da an als exemplarischer Vertreter der „jungen Generation“. Im gleichen Jahr lebte Liepmann in einer Beziehung mit der Schauspielerin Mira Rosowsky.
Liepmanns zweiter Roman Die Hilflosen, eine im vorrevolutionären Russland und Nachkriegsdeutschland spielende Geschichte um Schuld und Unschuld, erschien im März 1930 im Verlag Rütten & Loening, Frankfurt/Main. 1931 wurde die englischsprachige Übersetzung unter dem Titel Wanderers in the Mist publiziert. Hierfür erhielt er umgehend den renommierten Harper-Literaturpreis, einen Internationalen Literaturpreis des Harper & Brother Verlags. Der Roman bedeutete für Liepmann den Durchbruch als Schriftsteller. Das Deutsch-Israelitische Gemeindeblatt in Hamburg schrieb am 10. Juni 1930: „Heinz Liepmann, ein Sohn unserer Gemeinde, ist durch seine Auszeichnung mit einem zweiten Preise des New Yorker Verlages Harper & Brothers… plötzlich in die vorderste Reihe der zeitgenössischen Schriftsteller gerückt worden.“ Nur ein halbes Jahr später kam wiederum im Phaidon Verlag Liepmanns dritter Roman Der Frieden brach aus in den Handel. Der Roman spielt während der Inflationszeit nach dem Ersten Weltkrieg; vom Verlag angekündigt als der große Roman aus Deutschlands Leidenszeit. Unbestätigten Berichten zufolge wurde Liepmann in dieser Zeit, nach der Behandlung eines schmerzhaften Nierenleidens mit Morphium, morphiumsüchtig. Die Abhängigkeit sollte ihn sein weiteres Leben begleiten.
1931 nahm Liepmanns politisches Engagement zu. Er wurde Mitglied im Schutzverband deutscher Schriftsteller (SDS) und stellte in den Monaten August und September 1931 dem Bund proletarisch-revolutionärer Schriftsteller seine Hamburger Wohnung als Kontaktadresse zur Verfügung. Mit Justin Steinfeld und anderen gründete Liepmann die Schauspielergruppe Kollektiv Hamburger Schauspieler.
Liepmanns im Jahr 1927 konzipiertes Drama Columbus, erschienen 1931 im Chronos Bühnenverlag, Berlin, wurde am 23. Februar 1932 im Deutschen Schauspielhaus Hamburg uraufgeführt. Das Premierenpublikum reagierte begeistert und entsprechend positiv vielen die Kritiken aus. Selbst der Völkische Beobachter blieb relativ zurückhaltend, betonte aber, dass das Stück von dem „Juden Heinz Liepmann“ stammt. Die Tageszeitung der Hamburger NSDAP, das Hamburger Tageblatt, berichtete dagegen mit dem Fazit: „Liepmann ist wohl zweifellos Jude. Das Vorhandensein des Revolutionären und der Mangel an aufbaufähigen Gedanken… verraten es zu deutlich… Immerhin müssen Deutschland und die Welt sich erfahrungsgemäß davor hüten, sich ihre Probleme von Juden lösen zu lassen. Von Liepmann haben wir zwar in dieser Hinsicht nichts zu befürchten. Er hat uns nur in unserem Verlangen bestärkt, Gegenwartsprobleme mit Gegenwartsmenschen von deutschem Blut auf der Bühne zu sehen und zu erleben.“ Am 14. April 1932 organisierte er das „Wohltätigkeitsfest des Schutzverbandes deutscher Schriftsteller zu Gunsten notleidender Hamburger Schriftsteller“ in Hamburg. Am 8. Mai 1932 trat das Kollektiv mit dem Stück Unser Schaden am Bein. Ein ungelehrtes Lehrstück mit Chören erstmals an die Öffentlichkeit. Der angegebene Autor Jan Mangels Prigge ist zweifellos ein Pseudonym; ob sich dahinter Liepmann, Justin Steinfeld oder ein anderer Autor verbirgt, ist ungeklärt.
Der Artikel „Der Beginn der Barbarei. Eine Antwort an Joseph Goebbels“ erschien am 31. Juli 1932 in der Beilage des Hamburger Echo als Liepmanns Antwort auf eine Rede von Goebbels im Berliner Rundfunk. Er warnt darin deutlich vor dem zunehmenden Nationalsozialismus: „Deutschland war einst als Volk der Dichter und Denker berühmt, heute könnte man es beinahe als das Volk der Richter und Henker bezeichnen, wenn all die Drohungen nationalsozialistischer Koryphäen ausgeführt werden könnten. Der Begriff des 'Köpferollens' war früher im politischen Leben einer reifen Nation unbekannt, gleichfalls die romantischen Gruselphantasien wie die 'Nacht der langen Messer', usw.“ Weiterhin kritisiert Liepmann scharf den Umgang auf allen Gebieten kulturellen Daseins und die sinnlose Zerstörungswut. Sie beweise die geistige Brutalität der neuen Herren. Im Juli 1932 wurde die NSDAP in der Reichstagswahl stärkste Partei und Heinz Liepmann, nach einer weiteren anklagenden Veröffentlichung, zum Hassobjekt der Hamburger Nationalsozialisten.
Sein öffentlicher Protest im April 1933 gegen die Diskriminierung des jüdischen Schriftstellers Justin Steinfeld, den die Nazis trotz einer Eintrittskarte nicht in eine Vorstellung des Altonaer Stadttheaters gelassen hatten, sowie Theaterrezensionen aus dem gleichen Monat wurden in einer öffentlichen Stellungnahme des Presseamtes der Stadt Altona als „jüdische Unverschämtheit“ und Provokation des Deutschtums gemaßregelt und beendeten Liepmanns Verbindung mit dem Theater. Kurz danach musste Liepmann wegen seiner  Bedrohung durch die Nationalsozialisten sein Heimatland verlassen.
Am 29. Mai 1933 kam am Deutschen Künstlertheater Berlin Liepmanns Stück Drei Apfelbäume. Ein Hafenstück, eine Komödie in drei Akten mit Musik, unter dem Pseudonym Jens C. Nielsen zur Uraufführung. Regie führte Robert A. Stemmle. Doch noch Ende Mai wurde das Pseudonym aufgedeckt. Stemmle berichtet, dass sich Liepmann zur Flucht nach Paris entschloss. Schon im April war er zu Hause von SA- und SS-Männern heimgesucht worden.
Liepmanns Werke wurden am 26. April 1933 von den Nationalsozialisten (Liste der verbrannten Bücher 1933) verboten.
Vertragsunterlagen mit Verlagen belegen, dass Liepmann spätestens im Juli 1933 in Paris lebte. In den Niederlanden veröffentlichte er im Herbst 1933 seinen „Tatsachenroman“ Vaterland. Darin schildert er die Auswirkungen der nationalsozialistischen Machtergreifung in Hamburg von März bis Juni 1933. Am 21. September 1933 erschien in der in Prag erscheinenden Neuen Weltbühne Liepmanns Artikel „Ein Alltag im Konzentrationslager“, zu dem die Redaktion ammerkte, Liepmann habe „hier nichts als seine eigenen Erlebnisse“ berichtet. Liepmann schildert den Alltag der Schutzhaft im KZ Wittmoor. Sein Biograph Wilfried Weinke bezweifelt, dass Liepmann tatsächlich in einem Konzentrationslager inhaftiert war. Darauf wiesen die schon im Juni bzw. Juli unterschriebenen Verlagsverträge hin. Im Herbst 1933 behauptete Liepmann, zum Reichstagsbrandprozess noch einmal in Deutschland gewesen zu sein.

## Exil (1934 bis 1947)
Während seines Aufenthaltes in Amsterdam wurde Liepmann am 12. Februar 1934 aufgrund eines auf Paul von Hindenburg und den Osthilfeskandal bezogenen Satzes in seinem Roman Das Vaterland wegen „Beleidigung des Staatsoberhauptes eines befreundeten Staates“ verhaftet und am 21. Februar 1934 zu einem Monat Gefängnis verurteilt. Internationale Proteste verhinderten die Auslieferung nach Deutschland. Liepmann wurde nach Belgien abgeschoben und reiste weiter nach Paris. Am 17. Februar 1934, während Liepmann inhaftiert war, wurde sein Stück Drei Apfelbäume unter dem Titel De Drie Appelboomen in Amsterdam aufgeführt.
Am 7. Juli 1934 hielt Liepmann im Deutschen Club in Paris einen Vortrag über seine „Erlebnisse in deutschen und holländischen Gefängnissen“. Im Sommer 1934 war Liepmann für Die neue Weltbühne in Wien und für das Pariser Tageblatt tätig. Im Pariser Verlag Die Zone erschien Das Leben der Millionäre. Am 8. Juni 1935 wurde Liepmann die deutsche Staatsbürgerschaft aberkannt. Auf Einladung des People’s Forum unternahm er im November eine Vortragsreise nach Kanada und in die USA. Zwischen 1935 und Oktober 1937 reiste er mehrmals nach London, New York und Montreal. Während seiner Aufenthalte in London wurde er mehrfach wegen des Verstoßes gegen das Rauschmittelgesetz belangt. Im Oktober 1935 erschien im Europa-Verlag, Zürich, Liepmanns zweiter Exilroman … wird mit dem Tode bestraft, der den beginnenden organisierten Widerstand im nationalsozialistischen Deutschland im Jahr 1933 beschreibt. Im selben Jahr wurde sein dritter Exilroman, in dem er vor der deutschen Aufrüstung mit chemischen Waffen und Giftgas warnt, in England unter dem Titel Death from the Skies. A Study of Gas and Microbial Warfare und wenige Monate später in den USA unter Poison in the Air publiziert.
Am 12. Oktober 1937 kehrte Liepmann nach New York zurück und arbeitete dann bei verschiedenen amerikanischen Zeitungen (u. a. für die Saturday Evening Post, American Mercury und das American Magazine). 1939 reiste seine Schwester Else, verh. Wolff, in die USA; 1941 folgte Liepmanns Lebensgefährtin Mira Rosowsky ins US-amerikanische Exil. Um 1940 änderte Liepmann seinen Namen in Liepman. Gesicherte Angaben über die Tätigkeiten Liepmans für den Zeitraum von 1941 bis 1943 gibt es nicht. Belegt ist seine Mitarbeit in der Redaktion der Time von 1943 bis 1947.

## Rückkehr nach Hamburg und Gründung der Literaturagentur (1947 bis 1961)
Liepman kehrte im August 1947 als Korrespondent der Time nach Hamburg zurück. Als freier Schriftsteller und Journalist schrieb er im Anschluss für verschiedene Zeitungen wie Die Welt und die Illustrierte Kristall. Im selben Jahr traf er Ruth Lilienstein (1909–2001), Tochter der jüdischen Hamburger Arztfamilie Lilienstein, wieder. Nach Angaben von Lilienstein hatten sich die beiden vor der Zeit des Nationalsozialismus in Hamburg bei ihrer Tätigkeit für die Kommunistische Partei Deutschlands kennengelernt. 1948 erschienen in den USA Liepmans Erzählungen Das 6. Fenster im 11. Stock, die später in vielen Zeitschriften und Schulbüchern abgedruckt wurden.
Am 13. Juli 1949 heirateten Ruth Lilienstein, die sich von ihrem ersten Ehemann Oskar Stock hatte scheiden lassen, und Heinz Liepman in Mastrils in Graubünden und gründeten im selben Jahr gemeinsam eine literarische Agentur. Durch Liepmans Kontakte zu seinem amerikanischen Verleger erhielt er den Auftrag, nach wichtigen deutschen Autoren zu suchen, die für den US-amerikanischen Markt interessant sein konnten. Da die deutschen Verlage ebenfalls an englischsprachiger Literatur interessiert waren, bekam Liepman die Exclusivvertretung für eine Reihe amerikanischer Verlage, zum Beispiel Doubleday. Liepman brachte Norman Mailer mit The Naked and the Dead (Die Nackten und die Toten), F. Scott Fitzgerald, Richard Wright und viele mehr in die Agentur. Heinz und Ruth Liepman arbeiteten mit Rowohlt, mit Wolfgang und Elli Krüger (Gründer vom S. Fischer Verlag), mit Hoffmann & Campe und dem Verlegerehepaar Eugen Claassen und Hilde Claassen (Claassen-Verlag) zusammen.
Während sich Heinz Liepman dann wieder ausschließlich dem Schreiben widmete, leitete Ruth Liepman die literarische Agentur. Sie vermittelte die Werke weiterer namhafter Autoren wie Arthur Miller, J.D. Salinger, Vladimir Nabokov und Arthur Hailey nach Deutschland.
1950 erschien Liepmans englischsprachiger Roman Case History. 1951 schrieb er mehrere Rundfunkbeiträge für den NWDR und arbeitete als politischer Korrespondent für das Algemeen Handelsblad. Heinz Liepmans Übersetzung und Bearbeitung von Elmer Rice’ Neapel sehen und sterben kam am 29. Januar 1952 zur Erstaufführung am Deutschen Schauspielhaus in Hamburg. Im selben Jahr erschien Liepmans Übersetzung von John Gunthers Eisenhower.
1956 wurde in der Illustrierten Kristall Liepmans Biografie Rasputin. Heiliger und Teufel vorab veröffentlicht. 1957 erschien sein Hörspiel Die Früchte des Kaktus. Eine Reise durch den Staat Israel. Es folgten die Werke Verbrechen im Zwielicht. Berühmte Kriminalfälle aus den letzten Jahrzehnten (1959), die Aufsatzsammlung Ein deutscher Jude denkt über Deutschland nach (1961) und Der Ausweg. Die Bekenntnisse des Morphinisten Martin M.(1961). Heinz Liepman war laut Ruth Liepman eng mit Georg Ramseger, dem damaligen Feuilletonchef der Welt, befreundet und wurde 1958 Mitarbeiter der Zeitung. 1961 ging er als deren Kulturkorrespondent nach Zürich.

## Übersiedlung in die Schweiz 1962
Im Januar 1962 verlegten die Liepmans sowohl Wohnsitz als auch die literarische Agentur von Hamburg nach Zürich. In Zürich war Liepman als Kulturkorrespondent für die Die Welt und den Norddeutschen Rundfunk (NDR) tätig, er schrieb für Die Weltwoche, die Zürcher Woche, den Tages-Anzeiger und das St. Galler Tagblatt. Daneben arbeitete er weiter als Schriftsteller. 1964 erschien sein letzter Roman Karlchen oder Die Tücken der Tugend.
Die Liepmans besaßen ein Ferienhaus in Agarone im Tessin. Nicht weit entfernt wohnten Erich Maria Remarque, Günther Weisenborn, Alfred Andersch und Erich Fromm, mit denen Heinz und Ruth Liepman enge Freundschaften verbanden.
1966 publizierte Heinz Liepmann noch die Aufsatzsammlung Kriegsdienstverweigerung oder Gilt noch das Grundgesetz? bevor er am 6. Juni 1966 während eines Erholungsurlaubs in dem Ferienhaus in Agarone infolge mehrerer Herzinfarkte starb. Heinz Liepman wurde auf eigenen Wunsch in Agarone beerdigt.
Die Literaturagentur Liepman AG hat noch heute ihren Sitz in Zürich.
Heinz Liepman zählt zu den fast vergessenen Schriftstellern, dessen sämtliche Werke nur im Antiquariat erhältlich sind. Der Hamburger Historiker und Publizist Wilfried Weinke kuratierte im Jahr 2007 in Hamburg die Ausstellung „Heinz Liepman – Schriftsteller, Journalist, Emigrant, Remigrant“. Die Ausstellung informierte über das facettenreiche Leben und das vielfältige Werk Liepmans vor dem Hintergrund der Zeitgeschichte.

## Werke

### Erzählendes Werk
- 1929 – Nächte eines alten Kindes. Roman. Phaidon Verlag, Wien
  - Übersetzungen:
    - 1930 – Les nuits d’un viel enfant. Tr. Guy Fritsch-Estragin et Denise van Moppès. B. Grasset, Paris
    - 1937 – Nights of an Old Child. A Novel. Translated from the German by A. Lynton Hudson. J. B. Lippincott, London, Philadelphia
    - 1938 – Escape to Life. Tr. Alfred Lynton Hudson. Duckworth, London
- 1930 – Die Hilflosen. Roman. Rütten & Loening, Frankfurt
  - Übersetzungen
    - 1931 – Wanderers in the mist. Publiziert in New York und London.
- 1930 – Der Frieden brach aus. Roman. Phaidon Verlag, Wien
  - Übersetzungen
    - 1932 – Peace broke out. Publiziert in New York und London
- 1933 – Das Vaterland. Ein Tatsachen-Roman aus dem heutigen Deutschland. Van Kampen & Zoon, Amsterdam
  - Übersetzungen
    - 1933 – Smierc made in Germany. Tr. I. Berman. Sigma, Lwów
    - 1934 – Murder – Made in Germany. A true story of present-day Germany. Publiziert in New York und London
    - 1934 – Het Vaderland. Een documentatieroman uit het Duitsland van nu. Publiziert in Amsterdam
    - 1934 – Fedrelandet. Publiziert in Oslo

  - Neuauflagen
    - 1979 – Mit einem Vorwort von Heinrich Böll. Konkret Literatur Verlag, Hamburg, (Bibliothek der verbrannten Bücher).
    - 2025 - Mit einen Nachwort Wilfried Weinke, Pendragon Verlag, Bielefeld 2025, ISBN  978-3-86532-879-3. Auch als Online-Ausgabe.
- 1934 – Das Leben der Millionäre. Roman. Die  Zone, Paris
- 1935 – … wird mit dem Tode bestraft. Europa-Verlag, Zürich
  - Übersetzungen
    - 1936 – Fires Underground. A narrative of the secret struggle carried on by the illegal organizations in Germany under penalty of death. Publiziert in London und Philadelphia

  - Neuauflagen
    - 1985 – ... wird mit dem Tode bestraft. Gerstenberg Verlag, Hildesheim
- 1937 – Death From the Skies. A Study of Gas and Microbial Warfare. Roman. Tr. Eden and Cedar Paul. Secker & Warburg, London
- 1937 – Poison in the Air. Roman. Lippincott, Philadelphia
- 1948 – Das 6. Fenster im 11. Stock. Erzählungen. Der Neue Geist, Berlin
- 1950 – Case History. Roman. Beechhurst, New York und 1952 publiziert in London
  - Übersetzungen
    - 1952 – La Faille. Tr. Henri Evans. Le club français du livre, Paris
- 1956 – Rasputin. Heiliger oder Teufel. Gebrüder Weiss, Berlin-Schöneberg
  - Übersetzungen
    - 1958 – Raspoetin de bezeten Monnik. Tr. Gerrit Kouwenaar. Van Kampen, Amsterdam
    - 1959 – Rasputin and the Fall of Imperial Russia. Tr. Edward Fitzgerald. R.M. McBride, New York
    - 1959 – Rasputin. A new judgment. Tr. Edward Fitzgerald. Muller, London
    - 1961 – Rasputin, the Mad Monk of Russia. Reader’s Digest 79

  - Neuauflagen
    - 1976 und 1981 publiziert bei Claassen, Roth Liepmann und Heyne
- 1959 – Verbrechen in Zwielicht. Berühmte Kriminalfälle aus den letzten Jahrzehnten. Gebrüder Weiss, Berlin-Schöneberg
  - Übersetzungen
    - 1960 – Myterieuze Misdaaden. Tr. J. Verdiesen. Spectrum, Utrecht
- 1961 – Ein deutscher Jude denkt über Deutschland nach. Nar-Tamid, München
- 1961 – Der Ausweg. Die Bekenntnisse des Morphinisten Martin M. Roman. Hoffmann und Campe, Hamburg
  - Übersetzungen
    - 1963 – La confession de Martin M. Publiziert in Grenoble und Québec
    - 1963 – Verslaving. Het verhaal van een morfinist. Tr. A.Th. Mooji. Van Kampen, Amsterdam

  - Neuauflagen
    - 1962, 1966 und 1978 bei Bertelsmann, Rowohlt und Ullstein
- 1964 – Karlchen oder Die Tücken der Tugend. Roman. Rowohlt, Reinbek
  - Übersetzungen
    - 1966 – Kareltje of hoe de braafheid hem bedroog. Tr. J.P. Calff. Van Kampen, Amsterdam
- 1966 – Kriegsdienstverweigerung oder Gilt noch das Grundgesetz? Streitschrift. Rowohlt, Reinbek

### Dramen
- 1926 – Der Tod des Kaisers Wang-ho. Schauspiel
- 1926 – Der Diener ohne Gott. Tragikomödie in drei Akten
- 1927 – Die Kammer ist schuld daran. Schauspiel
- 1931 – Columbus. Drama. 1927 konzipiert; erschien 1931 im Chronos Bühnenverlag, Berlin
- 1933 – Drei Apfelbäume. Ein Hafenstück in drei Akten. Unter dem Pseudonym Jens C. Nielsen veröffentlicht.

### Übersetzungen
- 1952 – Eisenhower von John Gunther. Ins Deutsche übertragen und mit Anmerkungen versehen von Heinz Liepmann. Diana, Stuttgart
- 1952 – Neapel und sehen und sterben von Elmar Rice. Drama. Übersetzung und Bearbeitung von Heinz Liepman